# Чай
 Тази статия е за напитката.  За растението вижте Чай (растение).  За напитките, приготвяни от други растения, вижте Билков чай.
Чаят (от китайски: 茶, [ʈʂʰá]) е безалкохолна напитка, получена чрез сваряване или запарване на обработени и ферментирали листа от чаен храст (Camellia sinensis). Той е най-консумираната напитка в света след водата. Чаят има освежаващ, леко горчив и тръпчив вкус.
Съществуват 6 основни разновидности на чая – бял, жълт, зелен, улонг (улун), черен и пу-ер. От тях най-разпространени са белият, зеленият, улонг и черният чай. Всички разновидности се получават от едно и също растение и основната разлика между сортовете е в начина на обработката на листата. В случая с белия чай има особености и в отглеждането на растението.
Чай се нарича също напитката (отварата), приготвена от различни части на други растения (цветове, листа, плодове, напр. липов чай). Напитката се нарича билков чай, когато растението има лечебни свойства.

## Наименование
Наименованието на чая в повечето езици, включително и в българския, произлиза от китайската дума 茶. В различните китайски езици тя има различно произношение, поради което в некитайските езици думата е навлязла в две различни форми.
В най-разпространените китайски езици, включително в мандарин и кантонски, 茶 се произнася „ча“. От тази форма произлиза българското „чай“, както и наименованието на напитката на много други езици, включително на хинди/урду, арабски, бенгалски, персийски, португалски, руски и японски.
В някои езици името на чая произлиза от формата „те“, използвана в диалекта на езика мин, говорен в района на Сямън (Амой), един от първите големи центрове на чаения износ от Китай. Сред езиците, които използват думи, производни на „те“, са испански, немски, френски и английски. В някои езици, като корейския, се използват паралелно думи, произлизащи от двете изходни форми. В чешкия около средата на 20 век формата té е изместена от čaj.

## История
Чаеното растение произхожда от областите в Източна и Южна Азия и се предполага, че родината му са териториите в северната част на Бирма и китайските провинциите Юнан и Съчуан. Пиенето на чай в Китай вероятно започва по време на династията Шан (1600 – 1046 пр.н.е.), първоначално за лечебни цели. По-късно, при управлението на династията Цин (221 – 206 пр.н.е.), чаят придобива по-широко разпространение, но популярност като тонизираща напитка придобива по време на династията Тан (618 – 907 г.). През този период чаят става известен и в съседните страни – Корея, Япония, Монголия и Виетнам. Чаят е напитка консумирана и в двора на Чингис хан, а след смъртта му и приемането на будизма в Монголия е въведен като свещена напитка от Хубилай хан.
В Европа чаят се появява в началото на 17 век. През 1610 г. се внася за първи път в Нидерландия с корабите на
Нидерландската източноиндийска компания. По това време компанията има европейски монопол за търговия с Азия. Поради отсъствието на пряк достъп до Китай чаят се доставя през остров Ява и от 1637 г. всеки холандски кораб товари от тържището в Джакарта каси с китайски и японски чай. През 1644 г. холандците доставят в Англия първите 100 паунда чай. През 1669 г. монополът на търговията с Китай преминава към Британската източноиндийска компания и остава нейно притежание до 1833 г. Морският път от Азия до Англия отнема от шест до девет месеца и това води до влошаване на качеството на чая, който се превозва в непригодени за целта корабни помещения. По суша за първи път чаят е доставен в Русия като дар за цар Михаил Романов. Това става през 1638 г. и за целта се използват преминаващите през Монголия кервани. Така нареченият керванен чай се смята за по-качествен от транспортирания с кораби.
В Европа първоначално има различни мнения за това, дали чаят е здравословна, или вредна напитка, но надделяват привържениците му. Най-ревностният и известен защитник на новата напитка е холандският лекар Корнелиус Бонтекое (Cornelius Bontekoe), който през 1679 г. публикува обширен трактат на тази тема. В него той препоръчва здравите всеки ден да пият такива количества чай, колкото могат да отделят техните бъбреци. На болните предлага, след подходящо привикване, да пият по 200 чаши на ден. Според сегашните културолози Бонтекое пропагандира чая по нареждане на Нидерландската източноиндийска компания и получава за това съответно заплащане.
В Англия чаят е въведен в кралския двор през 1662 г. от Катарина де Браганса (Catarina de Bragança), която се смята за основателка на британската чаена традиция. Тя е от португалски произход и познава напитката, която е известна на португалските мисионери и търговци още от 16 век. Португалците засаждат чаеното растение на Азорските острови, откъдето произведеният чай се доставя в континентална Португалия. В Лондон първият магазин за чай се открива през 1717 г. от търговеца Томас Туайнинг (Thomas Twining), основателят на чаената компания Twinings. Появяват се и други нововъведения – т.нар. чаени градини и паркове с осветени пътеки, музикални павилиони и сергии за чай и закуски. Но чаят остава скъп, няма широка консумация и представлява луксозна напитка, която се предлага по специални поводи. Във Великобритания и Ирландия той се превръща в ежедневна напитка за всички слоеве на обществото едва към края на 19 век.
В Германия чаят се внася за първи път в средата на 17 век. Той се доставя от Нидерландия в съседната на нея германска област Източна Фризия (Ostfriesland), където по-късно се развива собствена чаена церемония. Първият в Германия магазин за чай се открива в Хановер през 1743 г. Магазинът съществува и днес и носи името на своя основател Фридрих Якоб Зеегер (Friedrich Jacob Seeger). През 1778 г. пруският крал Фридрих II, воден от икономически съображения, се опитва да забрани чуждоземната напитка и да я премахне от немския пазар, но среща силна съпротива от нейните привърженици в Източна Фризия. През 1780 г., когато Британия налага търговско ембарго на Холандия, много холандски търговци се заселват в Източна Фризия и холандските търговски кораби плават под неин флаг. Това води до още по-голяма популярност на чая в северните райони на Германия. Напитката става модна и присъства в литературните салони и при обществени срещи.
Франция се запознава с чаената напитка през 1636 г. благодарение на холандците, като първоначално тя се употребява само за медицински цели. Лекарите предписват на френския крал Луи XIV да пие чай като средство срещу подагра. Но екзотичната напитка се харесва на придворните и те превръщат нейната консумацията в изискан ритуал. По време на Великата френска революция чаят се възприема като символ на монархията и също като нея бива отричан. Напитката се връща след 50 години, този път под влияние на британската мода.[[]]
В Русия чаят става известен благодарение на нейните търговски връзки с Китай. Подобно на Франция, напитката първоначално се употребява като лечебно средство и по-късно се консумира за удоволствие. Към средата на 17 век в Москва могат да се купят до 10 вида чай, а през 1679 г. се сключва договор с Китай за негов редовен внос. Чаят получава широка популярност сред всичките слоеве на население и на практика се превръща в национална напитка.

## Легенди за чая
Две от най-популярните легенди за възникването на чая идват от Китай. Според едната от тях чаят се появява през 2737 г. преди новата ера. По това време Китай се управлява от императора Шен Нун. Известен като познавач на билките, той винаги се разхождал с триножник със закачено на него котле и правил различни отвари. Откриването на чаената напитка станало случайно. Веднъж в кипящата вода паднали донесени от вятъра листенца на чаено дърво. Шен Нун опитал отварата и толкова харесал аромата и вкуса ѝ, че до края на живота си пиел единствено нея.
Герой на втората легенда е индийският монах Бодхидхарма. Той емигрирал от Индия в Китай и основал там будистката школа „Чан“, позната в света в японския си превод „Дзен“. В планината Суншан монахът създал един от най-известните в днешно време манастири – манастира Шао Лин. Като учил монасите на медитация, поискал да им демонстрира, че в това състояние на духа и тялото можел девет години да съзерцава една стена, но още на втората нощ заспал. Когато се събудил, ядосал се много от това, че не се е справил, откъснал клепачите си и ги стъпкал, за да не заспи никога повече. Според легендата от стъпканите клепачи поникнало чаено дръвче, с което се свързва и обяснението, защо йероглифът за клепач е идентичен с този за чай.

## Технология

### Отглеждане
Camellia sinensis е вечнозелено растение, отглеждано главно в тропичните и субтропични области. Някои сортове понасят и мек умерен климат и се отглеждат, макар и в ограничен мащаб, в северни райони, като Пембрукшър в Уелс или в щата Вашингтон. Обикновено чаените растения изискват осма зона на студоустойчивост или по-топъл климат, както и поне 1300 mm годишни валежи, като предпочитат кисели почви. Традиционно в Китай се смята, че висококачествен чай се добива при по-голяма надморска височина, около 1500 m, тъй като така растенията се развиват по-бавно и листата им придобиват по-добър вкус.
Чаените растения се отглеждат от семена или издънки. Реколтата може да се събира около 3 години след засаждането, а растенията започват да дават семена след 4 до 12 години. Оставено без грижи, чаеното растение израства в дърво с височина до 16 m, но култивираните растения се подрязват до височина около 1 m, за да се улесни събирането на реколтата. При брането се откъсват само крайните 3 – 5 cm от листата. Тези върхове израстват отново на всеки 7 до 15 дни през сезона на активен растеж, като се смята, че по-бавнорастящите листа имат по-добър вкус.
В производството на чай се използват две основни разновидности на чаеното растение – C. sinensis sinensis и C. sinensis assamica. В рамките на тези два подвида има множество сортове, класифицирани обикновено според размера на листата. Трите основни групи са асамски чай (с най-големи листа), китайски чай (с най-малки листа) и камбод (с междинен размер на листата).

### Обща обработка
Въпреки че всеки вид чай има различен вкус, аромат и външен вид, обработката на чаените листа преминава през един общ набор от стъпки. Разнообразието се постига чрез определени вариации по отношение на продължителността на всяка стъпка и последователността на операциите. При производството на чая важно е да се следи за влажността и температурата, при които се осъществява процесът. Това изискване важи и при съхранението му. Неспазването на подходящите условия води до появата на плесен по листенцата, която предизвиква същинското ферментиране на чая и влошава неговите вкусови качества.
- Бране. Листата обикновено се берат ръчно. Но според някои проучвания възможно е и използването на техника, без това да оказва влияние на качеството на крайния продукт.[29] За висококачествените видове чай се използват двете най-млади листа и пъпката на неразтворилото се листо на върха на клончето. Обикновено брането се прави два пъти годишно – в началото и в края на пролетта/началото на лятото.[30][31] По-рядко, ако позволяват климатичните условия, се бере през есента и зимата.
- Увяхване. При този процес листата губят част от влагата (до една четвърт от теглото си) и омекват. За целта листата или се разстилат на слънце, или се сушат в специални помещения. При тази стъпка от обработката се допуска много слаба оксидация на листата.[30][31] Процесът е важен за освобождаването на аминокиселини и кофеин – вещества, определящи вкуса на чая.[32]
- Навиване. Обработката е ръчна или машинна и целта е да се накъсат влакната на чая. При разрушаване на структурата на листата се отделят сокове, които улесняват последващата оксидация и допринасят за вкуса на чая.[32][33]
- Ферментация/Оксидация. Ферментация е терминът, използван в чаената индустрия за процеса на оксидация. При видовете чай, които изискват оксидация, листата се оставят в помещения с контролирана температура и влага, където те постепенно потъмняват. По време на оксидацията протичат процесите на разлагане на хлорофила, освобождаване на танините и тяхното преобразуване. Продължителността на обработка и условията, при които тя се осъществява, зависят от вида на произвеждания чай. Степента на оксидацията е решаваща за вкуса, цвета и тонизиращите свойства на чая.[32] Вкусът на чая, преминал непълна ферментация, е по-тревист, за разлика от наситения тръпчив вкус, който се получава след пълна ферментация.[34]
- Фиксация. Тази стъпка се използва за спиране на ферментацията в определен момент. Процесът се осъществява чрез умерено нагряване на чаените листа, при което се дезактивират окислителните ензими и се премахват нежеланите аромати.[30] Традиционно чаените листа се загряват в дълбок тиган[30] или на пара,[31] но с напредъка в технологията за фиксацията се използват и други начини. При някои видове чай фиксацията се реализира едновременно с окончателното сушене.[34]
- Сушене. Представлява последния етап при производството на чай, който оказва влияние върху качеството на продукта. За сушенето се използват разнообразни методи: на слънце, със сух въздух, чрез изпичане на листната маса. Последният метод е по-разпространен, но при него се изисква особено внимание, за да не се получи препичане на листата.[33] Чрез сушенето се постигат разнообразни съчетания на аромат и вкус.[35]
- Сортиране. За целта се използват механични сита. Разделят се различни по размер чаени листа и се отделят начупените и ситни частици, които не се използват за висококачествен чай.

### Обработка според вида
Зеленият, белият и черният чай се получават от едно и също растение (Camellia sinensis или Camellia assamica), но технологията при производството им се различава главно по степента на допуснатата ферментация.
- За дефиницията на белия чай съществуват известни разногласия между Китай и другите произвеждащи чай страни.[36] За неговото производство се използват младите листа или новите пъпки, преминали минимална оксидация. Пъпките могат да бъдат защитени от пряка слънчева светлина, за да се предотврати образуването на хлорофил. Оксидацията протича по време на увяхване и се спира при последващото сушене.[37] Оптималните условия, при които се осъществява процесът на увяхване, са 30 °C, 65% относителна влажност, продължителност 26 часа.[38] Но процесът може да продължава до 3 дни в зависимост от сезона и околната температурата.[38][39] Белият чай се произвежда в по-малки количества в сравнение с другите видове и съответно е по-скъп. Названието му е свързано със сребристо-белия цвят, който му се придава от косъмчетата по долната страна на чаените листа.
- Зеленият чай претърпява най-ниската степен на оксидация. Процесът се спира чрез бързо загряване на чаените листа. Фиксацията се прави или с пара – японския метод, или чрез сухо изпичане в горещи тигани – традиционния китайски метод.[35] Чаят се обработва в рамките на един или два дни след прибирането на реколтата и при правилно процедиране запазва повечето от химическите съставки на пресните листа.[35] Вкусът на зеления чай се разнообразява или подобрява чрез вариране продължителността на фиксацията.[40] Процесът на сушенето също се използва за създаването на различни съчетания от вкус и аромат.[35]
- Жълтият чай се обработва по начин, подобен на зеления чай, но вместо незабавното сушене след фиксацията, той се опакова в плат или хартия и внимателно се загрява във влажна среда. Това инициира процеса на неензимната и небактериална оксидация на листата, в резултат на която се получава жълтият или зеленикаво-жълтият цвят на чая.[41] Жълтият чай се произвежда само в Китай и е много по-рядък в сравнение с другите видове.
- При улонгите степента на оксидацията е по-голяма от тази за зеления чай, но е по-слаба от оксидацията на черния. Обикновено процесът на обработката – от увяхване до сушене, отнема 2 – 3 дни,[30] с относително кратък период на оксидация от няколко часа.[35]
- Черният чай претърпява пълна ферментация. Преди това той се подлага на увяхване и навиване. Тези обработки предизвикват отделянето на сокове и ензими, които стимулират оксидацията. В резултат се разгражда голяма част от катехините на листата. Този чай, според китайската категоризация, се нарича червен чай.
- Пост-ферментиралите видове чай, към които спада чаят пу-ер, след процеса на фиксация отново преминават през оксидацията.[42] Двойно- или пост-ферментиралият чай според китайската категоризация се нарича тъмен или черен чай.

### Опаковане и съхранение
Чаят лесно поема околните миризми и аромати и затова начинът, по който той се опакова и съхранява, има силно влияние върху запазването на неговото качество. Черният чай има по-дълъг срок на годност, отколкото зеления чай, а качеството на пу-ер дори се подобрява при правилното съхранение. Чаят запазва своята свежест, когато се съхранява на сухо, хладно и тъмно място в херметичен съд. Черният чай, насипан в торби и съхраняван в запечатани непрозрачни контейнери, може да се запази в продължение на две години. Зеленият чай губи свежестта си по-бързо, обикновено за по-малко от една година.
- Насипен чай. Чаените листа се опаковат свободно в метална кутия или в плътен непропускащ въздух пакет. Чаят със завитите листенца, който е по-малко трошлив, обикновено се опакова в алуминизирани пликове. При консумацията на насипен чай всеки сам определя каква запарка – силна или слаба – да си приготвя.
- Чай в пакетчета. Използването на пакетчетата чай е лесно и удобно и затова те са много популярни, а приготвянето на напитката не е много чувствително към продължителността и температурата на запарването. Но този чай има и своите недостатъци. Обикновено за него се използват натрошени листа, които са отпаднали при сортирането на по-качествените видове чай. Според ценителите на напитката вкусът на този чай отстъпва на насипния и поради присъствието на хартиеното пакетче в запарката.
- Пресован чай. Някои видове чай се пресоват в брикети или други форми, за да се улесни съхранението и превоза. Чаят пу-ер се пресова, за да се осигури неговото узряване. Пресованият чай може да се съхранява по-дълго в сравнение с насипния, като през това време неговият вкус и аромат продължават да се развиват. За да се приготви запарка от него, трябва да се отдели нужното количество.
- Разтворим чай. Представлява течен или прахообразен екстракт от чай, лесен и удобен за приготвяне, тъй като не изисква специално внимание към температурата на водата и продължителността на запарване. Слабият аромат на този чай обикновено се подсилва с различни добавки.
- Готов чай. Продава се в метални кутии или пластмасови бутилки.

### Приготвяне на напитката
При приготвянето на напитката е важно правилно да се съчетаят количеството чай, температурата на водата и продължителността на запарването.
Количеството сух чай, което се използва за една чаша, зависи в голяма степен от вкуса на потребителя. Напитката се прави по-силна или по-слаба чрез количеството използван чай, а не чрез продължителността на запарването.
Температурата на водата, с която се заливат чаените листа, се определя от тяхната степен на ферментация. Предварително заврялата вода се оставя да изстине до температура, подходяща за даден вид чай. За полу- или неферментиралия чай тя е по-ниска, за да се запазят антиоксидантите. За ферментиралите видове чай температурата на запарката е по-висока, за да се екстрахират сложните полифенолни молекули.
| Вид       | Температура на водата | Време на запарване | Брой на запарки |
| Бял чай   | 65 – 70 °C            | 1 – 2 минути       | 3               |
| Жълт чай  | 70 – 75 °C            | 1 – 2 минути       | 3               |
| Зелен чай | 75 – 80 °C            | 1 – 2 минути       | 4 – 6           |
| Улонг     | 80 – 85 °C            | 2 – 3 минути       | 4 – 6           |
| Черен чай | 99 °C                 | 2 – 3 минути       | 2 – 3           |
| Пу-ер     | 95 – 100 °C           | Без ограничение    | Многократно     |

Правилата, дадени в таблицата, не са строго фиксирани, а са само препоръчителни. Те описват повечето препоръки, които дават компаниите, производителки на чаените блендове (смески). Приготвянето на напитката чай в най-голяма степен се определя от местните традиции и вкусовите навици.

## Физиологичен ефект
Чаят има тонизиращо действие и традиционно се приема, че той има здравословно влияние. Физиологичният ефект на чая се свързва с изобилието и разнообразието на съдържащите се в него активни вещества. И докато ролята им в биохимическите процеси на организма е относително добре изучена и благоприятното въздействие на някои от тях е установено, ефективността на чая като лечебна напитка продължава да е обект на научни изследвания.

### Тианин и кофеин
Тонизиращото действие на чая се дължи на съдържащите се в него тианин и алкалоидите (ксантини) кофеин, теофилин и теобромин. Съдържанието на кофеин в чаените листа е по-високо от това в кафените зърна. Количеството му в готовата напитка зависи от вида чай и начина на неговото приготвяне и обикновено е значително по-малко от това в кафето. Затова и диуретичния ефект на кофеина в чая е слаб в сравнение с това на кафето и не представлява вредно странично действие. Подобно на кофеина тианинът допринася за намаляването на умората и сънливостта, но за разлика от него не води до такива странични действия, като превъзбуждане и нервност. Тианинът има успокояващо и релаксиращо действие, намалява физическия и психическия стрес. Общото действие на кофеина и тианина води до подобряване на мозъчната дейност и неговата когнитивна функция.

### Лечебно действие
Предполага се, че редовното пиене на чай предпазва от развитието на сърдечно-съдовите заболявания, като намалява лошия холестерол, влияе положително върху кръвното налягане и противодейства на затлъстяването. Широко разпространено е мнението, че чаят има противоканцерогенно действие. Смята се, че консумирането на напитката предпазва от дегенеративните болести на нервната система, повишава костната плътност (превенция на остеопороза), подобрява работата на храносмилателната система, действа антивъзпалително, противодейства на зъбния кариес, предпазва кожата от вредно въздействие на слънчевото лъчение, укрепва имунната система. Тези твърдения се популяризират от производителите и търговците на разнообразните брандове чай, като за аргументи се използват резултатите главно от лабораторни проучвания и изследвания върху животни. Здравният институт на САЩ дава предпазлива оценка на лечебните свойства на чаената напитка и описва тяхната ефективност достатъчно условно, като използва думите „вероятна“ или „възможна“.
Благоприятният за здравето физиологичен ефект на чаената напитка се свързва преди всичко с антиоксидантното действие на флавоноидите. Антиоксидантите, свързвайки се със свободните радикали, противодействат на тяхното вредно влияние върху организма, забавят стареенето на клетките, подобряват имунитета и могат да възпрепятстват развитието на някои болести. На тази основа се провеждат изследвания, които търсят доказателства за здравословния ефект на флавоноидите на чая. Повечето от тях представляват лабораторни изследвания и експерименти върху животни. Значително по-малко са клиничните изследвания върху хора и анализът на получените от тях данни (до 2015 г.) не дава основания за категорични заключения.

#### Невродегенеративни заболявания
Анализът на изследванията за потенциалното благоприятно въздействие на флавоноидите на чая върху болестите на Алцхаймер, Паркинсон и амиотрофична латерална склероза не позволява да се направят надеждни заключения и не дава сигурни препоръки за използване на напитката. Изводите са, че чаят би могъл да намалява риска от тези заболявания, но все още няма категорични данни за терапевтичния му ефект.

#### Онкологични заболявания
Въпреки че са публикувани данни за положителния ефект на катехините на чая и по-специално на зеления чай върху някои форми на рак, няма достатъчно еднозначни резултати от клинични изследвания и все още не е натрупана широка статистика от изследвания върху хора.

#### Сърдечно-съдови заболявания
По отношение на сърдечно-съдовите заболявания очакванията за положителното влияние на чаената напитка се основават на предполагаемия ефект върху затлъстяването, кръвното налягане, липидната обмяна. Публикувани са ограничени по своя обхват изследвания, които показват, че консумирането на чая би могло да намали риска от инсулт. Отделни клинични изследвания показват, че чаят води до известно намаляване на кръвното налягане (систолично и диастолично). Има и данни за намаляването на кръвната концентрация на LDL холестерол („лош“ холестерол). Но получените резултати не дават основания за категорични изводи. Не са намерени и доказателства за приноса на чая към намаляване на теглото, което да има клинично значение.

## Икономика
Освен в Азия чай се отглежда в Африка, Америка, Австралия и в някои европейски страни. Според статистиката на Организацията по прехрана и земеделие (ОПЗ) към ООН в света за 2013 г. е произведено 5345 милиона тона чай.
| Място | Държава   | Количество (в тонове) |
| ----- | --------- | --------------------- |
| 1     | Китай     | 1 924 457             |
| 2     | Индия     | 1 208 780             |
| 3     | Кения     | 432 400               |
| 4     | Шри Ланка | 340 230               |
| 5     | Виетнам   | 214 300               |
| 6     | Турция    | 212 400               |
| 7     | Иран      | * 160 000             |
| 8     | Индонезия | 148 100\|-            |
| 9     | Монголия  | 128 200\|-            |
| 10    | Аржентина | * 105 000             |
| 11    | Япония    | 84 800                |
|       | Общо      | 5 345 523             |

- По оценка на ОПЗ.

Количеството чай, експортирано в света през 2013 г. е 2 051 373 тона. Най-големите страни-износителки на чай са:
1. Кения – 448 809 тона
2. Китай – 325 806 тона
3. Шри Ланка 317 710 тона

| Място | Държава                    | Потребление на чай |
| ----- | -------------------------- | ------------------ |
| 1     | Турция                     | 7,54 kg            |
| 2     | Мароко                     | 4,34 kg            |
| 3     | Ирландия                   | 3,22 kg            |
| 4     | Мавритания                 | 3,22 kg            |
| 5     | Великобритания             | 2,74 kg            |
| 6     | Сейшели                    | 2,08 kg            |
| 7     | Обединени арабски емирства | 1,89 kg            |
| 8     | Кувейт                     | 1,61 kg            |
| 9     | Катар                      | 1,60 kg            |
| 10    | Казахстан                  | 1,54 kg            |
| 11    | Малта                      | 1,45 kg            |
| 12    | Сирия                      | 1,29 kg            |
| 13    | Русия                      | 1,21 kg            |
| 14    | Гамбия                     | 1,19 kg            |
| 15    | Гвиана                     | 1,18 kg            |
| 16    | Ботсвана                   | 1,13 kg            |
| 17    | Иран                       | 1,07 kg            |
| 18    | Зимбабве                   | 1,05 kg            |
| 19    | Чили                       | 1,02 kg            |
| 20    | Пакистан                   | 1,01 kg            |

Съгласно ОПЗ най-големият вносител на чай през 2007 г. е Русия, следвана от Великобритания, Пакистан и САЩ.

## Културни традиции
В много страни чаената напитка е елемент от местната култура. Традициите са свързани с начина на сервирането на напитката, вида на предпочитания чай, преобладаващия начин на неговото приготвяне и със своеобразието на използваните съдове.

### Китай
В Китай чаената напитка се консумира както при обичайни всекидневни поводи, така и при официални или ритуални събития. Тя е важен елемент на културата на общуване и неизменно присъства в бита на китайците. Напитката също е част от традиционната китайска медицина.
В Китай основно се консумират слабо ферментиралите видове чай – бял и зелен, много по-рядко черен. Начините на запарването на чая зависят от обстоятелствата, при което става събитието, броя на участниците в него, вида чай.
Най-разпространеният начин на приготвяне на напитка се отличава от европейското запарване. При него в чашата първо се налива подходяща по температура вода и след това директно в нея се изсипва нужната доза сух чай. Напитката става готова и придобива своя аромат и цвят, докато листенцата чай се утаяват на дъното. Тъй като листенцата като правило не са натрошени и в намокрено състояние са достатъчно тежки, процесът на тяхното утаяване не трае дълго, а колкото е необходимо за запарването. Пие се от същия съд. Преди да се сменят с нова доза сух чай, използваните листенца могат да се запарват още 2 – 3 пъти.
Популярно е също запарването на чая в по-голям чайник – фаянсов, порцеланов, глинен – чийто обем е достатъчен за броя на участниците в чаепитието. Неговата особеност е, че съдържа допълнителна чашка от същия материал на чайника, която служи като дозатор при сипването на сухия чай. Чашката е с отвори и горещата вода се налива в чайника през нея. Продължителността на запарването се определя от вида използван чай.
Китайската чаена култура е богата на разнообразни традиции, всяка от които е характерна за определен регион на страната. Чаените церемонии са популярни, а големия брой чайни в жилищните и деловите квартали на градовете позволява те да бъдат практикувани при подходящи условия. Чаените церемонии се различават по начина на приготвянето на напитката, съдовете, които се използват (чайничета, купички, чаши), материала, от който те са направени (порцелан, фаянс, глина) и дори по начина на неговото наливане. Една от изисканите чаени церемонии е церемонията Гонгфу Ча. При нея се използват малки чайничета с обем около 100 – 150 ml, изработени от специална глина от Исин, град в Източен Китай. Смята се, че такъв чайник допринася към вкуса на напитката. Задължително е масичката, на която се сервира, да е достатъчно голяма, за да се побира цялата необходима посуда. Отделя се специално внимание на водата – твърдата трябва да се филтрира. Обкръжението трябва да е спокойно и приятно, подходящо за релаксация и общуване. Церемонията се състои от много стъпки, като се започне от затоплянето на чайника и чашите, и се свърши с прехвърлянето на използваните листенца чай в чиста купа, за да могат гостите да оценят качеството на чая. Етикетът изисква гостите да одобрят избора на чай. При тази церемонията обикновено се запарват улонгите, но може да се използва и ферментиралия вид чай пу-ер.
В Китай предлагането на чай е израз на уважение. При семейните събирания младите са тези, които предлагат на възрастните чаша чай. При служебните срещи той се налива от човек от по-ниското стъпало в йерархията. На традиционните китайски сватби младоженците го поднасят на родителите си в знак на благодарност за грижите. Предлагането и сервирането на чай е общоприетата стъпка и в случаите, когато се иска извинение.

### Монголия
В Монголия чаят се отглежда и консумира като напитка след приемането на будизма по времето на Хубилай Хан през 15 – 16 век, но потреблението му е известно още при Чингис Хан, който консумирал монголски чай заедно с традиционната монголска напитка – кобилешкото мляко кумис. През вековете силен зелен чай се утвърждава като традиционна напитка за монголците. Традиционно монголският чай се сервира, смесен с кумис. В Централна и Източна Монголия чаят се сервира в специални порцеланови кани и купи, на които се изобразени сцени от будистката и старомонголската митология. По време на официалните монголски празници е прието чаят да се пие преди всички храни и напитки. Чаят е традиционна напитка в Монголия независимо от политическите режими, които я управляват – Монголското ханство, Китайското владичество, Богдо Ханска Монголия (1911 – 1921), Монголска народна република (1921 – 1992) и Монголия след 1992 г. По времето на Сухе Батор, Хорлоогийн Чойбалсан, Юмжагийн Цеденбал и Жамбийн Батмунх се създават пет предприятия за бране и пакетиране на чай.

### Япония
В Япония чаят е всекидневна напитка, като се консумира предимно зелен чай. Запарването на листенцата чай е подобно на китайския начин, при който листенцата чай се сипват в чаша с гореща вода и се чака те да се утаят. Популярно е също запарването на зелен чай на прах (матча, англ. matcha), като за целта той предварително се стрива в порцеланово хаванче. Обичайната концентрация на напитката се получава при използване на 1 чаена лъжичка чаен прах или 1,5 – 2 чаени лъжички чай на листенца в 200 ml вода. Често запарката се приготвя в кълбовидни порцеланови чайници, нерядко с използване на цедки. Предпочита се сравнително ниската температура на водата – не повече от 60 °C – и продължителност на запарването около 4 мин. При този начин на запарване не се извлича много цвят и напитката се получава доста бледа. Достойнството на така приготвения чай е запазеният хубав аромат, особено ценѐн от японците.
Зеленият чай се пие по всяко време на деня и съпровожда националните ястия суши, сашими и темпура. Чаят се пие и преди хранене, и по време на хранене (например с ориз), и след него. Самият чай не се подслажда, но към него могат да се предлагат различни сладки. Използват се неголеми порцеланови чаши и се пие на малки глътки. За разлика от китайците, за които традиционно чаят е гореща напитка, японците пият и студен зелен чай.
При специални случаи чаят се приготвя и сервира по церемониален начин. Традиционните японски чаени церемонии се различават по своята формалност и продължителност и съответстват на официалността на събитието, по чийто повод се провеждат. Ритуалът на традиционната японска чаена церемония се пази като национално достояние и е елемент на културната идентичност на японците. Съществуват различни стилове на церемонията, а процедурите им зависят от годишния сезон, времето на деня, мястото на провеждане и редица други обстоятелствата. Тази форма на съвместното чаепитие е основана през средните векове и има връзка с дзен-будизма. За да могат да я упражняват в съответствие с каноните, японците посещават специални уроци.
За чаената церемония се използва специално помещение – обикновено чаена къщичка сред градина. Съдовете са семпли, но изящни и трябва да съставят хармоничен комлект. Естетиката и хармонията са в основата на ритуала – те създават атмосфера на релаксация и съзерцание. Церемонията се състои от няколко предварителни ритуални етапа: пристигането на гостите, въвъждането им в чайната къща, хранене с ястия, чийто вид и количество се определят от събитието. Церемонията продължава с приготвяне и сервиране на чаената напитка и приключва с разговор на тема, задължително откъсната от всекидневието. Обикновено се предлага чаената напитка матча от зелен чай на прах, но има и варианти с чай на листа.

### Русия
В Русия традиционно се пие черен чай. Зеленият и белият чай не са част от чаената култура на страната, но постепенно навлизат в ежедневието и бита благодарение на широкото популяризиране на техните здравословни качества. Тези видове чай се приготвят от готови пакетчета и рядко се запарват от насипен чай.
За черния чай обикновено се прилага традиционният метод на запарване, при който се използват два съда: водата се сварява в голям метален или емайлиран чайник, а запарката се приготвя отделно в порцеланово или фаянсово чайниче. Запарката е концентрирана и се пие разредена с горещата вода от големия съд.
За руската чаена култура е типично използването на самовар. Водата завира в самовара, след което нужното количество от нея се налива в малкия чайник, в който предварително е изсипана избраната доза сух чай. Самоварът служи не само като източник на горещата вода, но и поддържа топлината на поставения върху него малък чайник. При сервирането на чая в чашите първо се налива от запарката, а след това се добавя вода от самовара. Процесът може да се повтаря многократно, тъй като самоварът стои включен докато трае чаепиенето и осигурява непрекъснато наличие на горещата вода и топла запарка.
Чай в Русия се пие по различни поводи и по различно време на деня. Руската чаена култура е свързана предимно със съвместното пиене на чай в домашна обстановка. Церемонии, подобни на китайската или японската няма, но съществуват определени традиционни особености. Чай се пие на голяма маса, в центъра на която се намира самовар. Пие се от порцеланови или фаянсови чаши, под които винаги има малки чинийки. Прието е да се използват съдовете от един чаен сервиз. Към чая се сервират различни видове сладкарски изделия и тестени печива. В отделна чинийка могат да се сервират резени лимон. Чаят се пие подсладен, но понякога захарта не се добавя в чая, а се запива с него, като в този случай се използват бучки захар. Такъв начин на пиене на чай – отхапвайки от бучката захар – се нарича вприкуску. В по-неформална обстановка горещият чай често се излива от чашката в малката чинийка, където той малко изстива, след което се пие от нея на глътки.
Чай може да се сервира също в голяма (200 ml) стъклена чаша – стакан. При класическия вид стакан дръжката отсъства и за да се предпазят ръцете от горещината на чая, той се поставя в метален подстаканчик с дръжка. Подстаканчикът понякога има художествена стойност, като за специални цели се изработва от ценни сплави с красиви орнаменти и инкрустации. Чай в стакан обикновено се използва при индивидуално пиене и по-рядко при съвместна консумация. Сервирането на чай в стакани е обичайно за обществените заведения за хранене, но не и за изисканите ресторанти. Известен и широко практикуван в Русия обичай е предлагането на чай в стакани с метални подстаканчета във влаковете за далечни дестинации.

### Иран
В Иран се пие предимно черен чай. Чаената напитка навлиза в страната от Русия и приготвянето ѝ следва руския начин: използват два съда – голям за водата и малък за запарката. От Русия идват и самоварите, при това заедно с името си. Напитката е много популярна и консумацията на чай на глава от населението в Иран е една от най-високите в света. Използва се както вносен чай от Китай, така и собствено производство от провинция Гилян. Самоварите също се произвеждат в Иран и най-известни са тези от град Боруджерд.
Чай се пие независимо от сезона, по всяко време на деня, преди, след и без връзка с хранене, без повод и при посрещане на гости или семейни събирания. Прието е да се използват малки чаши за чай с обем около 100 ml. Обикновено те се пълнят по 2 – 3 пъти, с което се осигурява възможност да се пие голямо количество чай, но винаги горещ. Ако напитката по някаква причина изстине, тя се изхвърля и се налива отново горещ чай. Никога не се използва престоялата запарката – за всяко чаепиене се приготвя нова. Понякога се използват порцеланови или фаянсови чаши, но същинската иранска чаена култура изисква сервиране на чай в прозрачни стъклени чаши. Иранците се наслаждават не само на аромата и вкуса на чая, но оценяват и неговия цвят. Чаят трябва да е бистър, с наситен червеникаво-карамелен цвят. Този цвят се получава, когато напитката е доста силна и такава се сервира по подразбиране. Ако някой от участниците иска по-разреден чай, трябва специално да помоли за по-светъл чай. Стъклените чашки понякога са с подстаканчета, с което се внася допълнителна декоративност при сервирането. Иранците държат на качеството на чая – той не трябва да има натрошени листенца или прах, да е ароматен и да дава хубав цвят. Особено популярен е ароматизираният с бергамот чай (Ърл Грей). За ароматизирането на чая се използват също канела на парченца, карамфил, кардамон.
Предлагането на чай е израз на доброжелателно отношение и гостоприемство. Чаената напитка се предлага при всяка официална и неофициална среща, независимо от това дали човекът е важен посетител, или е обичаен гост, роднина, дете или възрастен. В Иран няма ритуална чаена церемония, но съществува общоприет етикет. Различават се два начина на сервиране на чай. Когато гостите не са много, те сядат около една маса, на която са сервирани дребни сухи сладки, разнообразни сладки с крем, захар (обикновено на бучки) и плодове. Ако гостите са много, тогава те се разполагат по периметъра на стаята, до тях се нареждат малки масички и обслужващият човек обикаля с поднос, на който са наредени чашите чай и сладкишите. При семейните срещи чашите с чай се разнасят от младите членове на семейството или по-големите деца. Те имат грижата да събират празните чаши, да следят чиниите да не са празни и да подканват гостите да си вземат допълнителни чаши горещ чай.
В Иран са популярни и запазени чаените къщи (чайхане). Те са с подчертано традиционно обзавеждане – ниски широки пейки за сядане, големи възглавници за облягане, черги с характерни шарки. Чайханите са изолирани от шумните улици на града и обикновено се намират в парковете или градини, около исторически паметници на архитектурата, в подземията на старинните сгради.

### Турция
Чаената напитка навлиза в Турция през 20 век, разпространява се много бързо из всичките слоеве на населението и става толкова популярна, че сега нейната консумация в страната е една най-големите в света. Приготвя се основно от собствено производство черен чай, отглеждан в провинция Ризе на Черно море. Чай се пие навсякъде и по всяко време. Обичайна гледка са разносвачите на чай по улиците, където има много офиси и търговски обекти. Предлагането на чай е израз на гостоприемство и доброжелателност.
Традиционният съд, в който се приготвя напитката, се нарича чайданлък (çaydanlık) и представлява два метални чайника, поставени един върху друг. В долния, по-големия чайник, се сварява водата. В горния чайник се изсипват няколко лъжици листенца чай и се заливат с част от горещата вода. Запарката се прави много силна и при разливането се разрежда с останалата вода. Степента на разреждането може да бъде различна и според нея се различава силен чай koyu и слаб açık. Самият чай не се подслажда, а се пие със захар на бучки. Напитката се сервира в малки стъклени чаши, които имат специфична форма на лале и изглеждат като малки вазички. Чашите са прозрачни, за да се вижда цветът на чая и да се преценява, колко е силен.

### Великобритания
Британците традиционно пият много чай, предимно черен. Той е обичайна всекидневна напитка, която се консумира няколко пъти дневно, включително по време на почивките на работното място. Тези почивки се наричат чаени паузи (tea break), макар да се използват често не само за чаепиене, но и за хранене. На работа или в обичайна домашна обстановка чаят се пие от големи фаянсови или порцеланови чаши с обем до 300 – 400 ml. Чай се пие и сутрин преди закуската, и по време на вечеря.
Същинската британска чаената култура намира своето приложение при различни поводи. В основата си тя е свързана със следобедното пиене на чай, известно като Five-o-clock Tea. В рамките на тази традиция се използват порцеланови сервизи с малки и средни чинии, захарница, канички. Масата е с покривка и с подходящи по цвят или десен салфетки, по средата ѝ се намира ваза с живи цветя. Към чая се сервират традиционните джинджифилови бисквити, кифлички със стафиди, вафли, пасти. На масата винаги присъства прясно мляко или течна сметана. Последователността на стъпките – първо да се налива студеното мляко и после горещият чай или обратно – не е строго определена. Предполага се, че първият вариант се е появил исторически поради практически и социални причини, тъй като по този начин чашата от не много качествен порцелан, използван от по-бедните прослойки на обществото, се предпазва от евентуалното напукване при наливане на горещия чай.
При пиенето на чай се спазват определени маниери. Чаят се пие на глътки. Ако участниците са седнали около маса, то за всяка глътка към устата се поднася само чашката, която след това се поставя обратно в малката чинийка. Когато те не са около маса, независимо дали са прави, или седнали, тогава едната ръка държи чинийката, а другата чашката. Между глътките чашката се връща в чинийката. Чашката с чая не бива да се държи във въздуха или да се размахва. Пръстите на ръцете трябва да се прибрани.
За приготвянето на напитката се използва достатъчно голям порцеланов или фаянсов чайник, който предварително се изплаква с гореща вода. В така затопления чайник се слага чай – насипен или в пакетчета – и се налива гореща вода. Чайникът се покрива с текстилен калъф (tea-cosy). Калъфът запазва топлината, необходима за запарването и се премахва само при наливането на чая в чашките. Когато запарката е от насипен чай, при наливането му се използва цедка. Обикновено количеството чай е достатъчно за всички присъстващи на чаепитието, но е прието повторното доливане на горещата вода в чайника (не и в чашите) за допълнителните чаши чай. Горещата вода за доливане стои на масата в отделна голяма кана. Захар и мляко се добавят на вкус. Добавянето на мляко към чая е толкова разпространено и обичайно, че много често черният чай с мляко се нарича бял чай. Тази особеност в терминологията трябва да се има предвид, когато напитката се поръчва в заведение.

### Германия
Германия има своя оригинална чаена култура, която е разпространена в областта Източна Фризия, северозападната част на провинция Долна Саксония. Чай тук се пие поне 3 пъти на ден: сутрин около 11 часа, следобед около 15 часа (основното чаепитие на деня) и вечер около 21 часа. При всяко пиене се изпиват не по-малко от три чаши. В Източна Фризия гостоприемството се изразява чрез предлагане на чай.
Традиционно се пие чай, приготвен от смески на сорта Асам, с различни пропорции цейлонски и Дарджилинг сортове. За церемонията са нужни чайник за запарката, порцеланови чаши и чинийки, малко котлонче, нагрявано от спиртна лампа или свещ, каничка със сметана, купичка с кандирана захар (небетшекер) и щипка за нейното взимане. Сметаната е гъста и се взима с по-специална лъжичка във форма на черпак. Котлончето се използва, за да се поддържа топлината на чайника. Чаят се налива в чашите винаги през цедка.
За церемонията на чаепиенето е важно правилното приготвяне на напитката. Чайникът се изплаква с гореща вода и в така затопления съд се слага нужното количество чаена смеска. За дозировката се използва формулата: по една чаена лъжица за всяка чаша и една за чайника. Отначало чайникът се пълни с вряла вода само дополовина и престоява със затворен капак около 3 – 4 минути. След това се допълва догоре с водата и се оставя заедно с котлончето върху масата. Понякога той се прелива през цедка в отделна кана, от която после се разлива по чашките.
Характерната особеност на източнофризийското чаепиене се състои в начина на наливането на чая в чашките. На дъното на чашката се слага кандираната захар – бяла или кафява. Броят на бучките се избира на вкус. Върху захарта се налива горещият чай и при нейното разтваряне се чува специфичният звук на напукване, който е част от естетиката на церемонията. След това в чашката се добавя сметаната, като целта е да се получат бели облачета. Пие се без да се разбърква получената смес и това е другата особеност на церемонията. Вкусът се възприема на три нива – първо силно се усеща вкусът на сметаната, след това доминира вкусът на чая и накрая се изпива силно подсладеният остатък от напитката. Тъй като захарта не успява да се разтвори изцяло в първата чаша чай, тя служи за подслаждането на следващите порции и при наливането на втората и третата чаша не се добавя захар.
За гостите напитката се приготвя в тяхно присъствие. Гостенинът трябва да изпие не по-малко от три чаши чай. Ако се откаже по-рано, това изглежда неучтиво и дори обидно за домакините. Те многократно наливат чай в чашката на гостенина и продолжават да го правят, докато той не покаже, че не желае повече. Знак за това се дава, като в чашката се поставя лъжичката и това е основната роля, която тя играе при чаепиенето в Източна Фризия.